# Robert Rimbaud
Pour les articles sur d'autres personnalités de même nom, voir Rimbaud (homonymie).
Robert Rimbaud, né à Maintenon le 23 novembre 1928 et mort dans le 15e arrondissement de Paris le 17 juillet 1995, est un acteur de théâtre, de cinéma et de télévision.

## Biographie
Dès ses débuts, Robert Rimbaud s'engage du côté du théâtre public et, notamment, des jeunes compagnies. C'est ainsi qu'on le retrouvera aux côtés de Jérôme Deschamps puis, trois années durant au sein du Théâtre national populaire.
En 1970, il interprète Lorenzo, le mari de Suzanne Flon dans Teresa, une pièce de Natalia Ginzburg, mise en scène par Gérard Vergez et portée par la suite au cinéma.
Toujours au théâtre, on le retrouve aux côtés d'Antoine Vitez pour La Mouette d’Anton Tchekhov ou, encore, de Georges Wilson pour, entre autres, Siegfried de Jean Giraudoux. En 1978, il interprète au Théâtre de l'Est parisien le rôle-titre de la pièce de Jean-Paul Sartre Nekrassov, dans une mise en scène de Georges Werler. En 1986, il crée Les Voisins de Michel Vinaver sous la direction d'Alain Françon qu'il retrouve en 1992, pour La Compagnie des hommes d'Edward Bond.
Par ailleurs, de 1984 à 1986, il enseigne au Conservatoire national supérieur d'art dramatique.
Au cinéma, il ne jouera que dans une douzaine de films, et souvent des rôles secondaires. Citons, entre autres, sa participation au premier film de Diane Kurys Diabolo menthe en 1977 ; sa composition de ténor du barreau dans Le Pull-Over Rouge de Michel Drach en 1979, inspiré du livre éponyme de Gilles Perrault sur l'affaire Christian Ranucci ainsi que sa présence dans deux films de Pierre Jolivet : Strictement personnel et Le Complexe du Kangourou.
À la télévision, où on le découvre en 1973 aux côtés de la jeune Isabelle Adjani pour l'adaptation de L'École des femmes de Molière par Raymond Rouleau, il jouera dans de nombreuses séries, telles Joséphine ou la comédie des ambitions mis en scène par Robert Mazoyer où il campe Talleyrand; Le Chef de famille, mis en scène par Nina Companeez en 1982 ou encore Thérèse Humbert avec Simone Signoret, mis en scène par Marcel Bluwal en 1983.
En 1995, il reprend au théâtre le rôle de Sigmund Freud dans la pièce Le Visiteur d'Éric-Emmanuel Schmitt aux côtés de Thierry Fortineau, pour laquelle il retrouve Gérard Vergez qui l'adapte ensuite pour la chaine de télévision Arte. Après une longue tournée avec cette œuvre en province et dans les pays francophones de l'Europe, il succombe à une crise cardiaque le 17 juillet 1995 dans le parking de son immeuble.
Il est enterré à Prin-Deyrançon où sa mère était née.

## Filmographie

### Cinéma
- 1970 : Teresa de Gérard Vergez : Lorenzo
- 1973 : Il n'y a pas de fumée sans feu d'André Cayatte
- 1977 : Diabolo menthe de Diane Kurys : M. Cazeau
- 1978 : En l'autre bord de Jérôme Kanapa : Le médecin psychiatre
- 1979 : Le Pull-over rouge de Michel Drach : Me Vernier
- 1981 : Plein Sud de Luc Béraud : Philippe Muphand
- 1981 : La Provinciale de Claude Goretta : Astrov
- 1983 : Ronde de nuit de Jean-Claude Missiaen : Daniel Gobert
- 1984 : Les Fausses Confidences de Daniel Moosmann d'après Marivaux : Le Comte
- 1985 : Strictement personnel de Pierre Jolivet : Le père
- 1986 : Le Complexe du kangourou de Pierre Jolivet : Le directeur de banque

### Télévision
- 1961 : Oncle Vania de Stellio Lorenzi (captation du Théâtre du Tertre, mise en scène Georges Sellier)
- 1967 : L'Invention de Morel de Claude-Jean Bonnardot d'après Adolfo Bioy Casares : Jacques
- 1968 : Le Théâtre de la jeunesse : Ambroise Paré d'Éric Le Hung et Jacques Trébouta
- 1969 : Que ferait donc Faber ? de Dolorès Grassian
- 1970 : Une fatigue passagère de Gérard Chouchan : Docteur Klein
- 1971 : Bouvard et Pécuchet de Robert Valey d'après Flaubert : Le comte de Faverges
- 1971 : Les Papiers d'Aspern de Raymond Rouleau d'après Henry James : Henry Jarvis
- 1972 : Mauprat de Jacques Trébouta d'après George Sand : L'Abbé Aubert
- 1972 : Au théâtre ce soir : Un mari idéal d'Oscar Wilde, mise en scène Raymond Rouleau, réalisation Pierre Sabbagh, Théâtre Marigny : Lord Chiltern
- 1973 : L'École des femmes de Raymond Rouleau d'après Molière : Chrysalde
- 1973 : Héloïse et Abélard de Jacques Trébouta : Hughes
- 1973 : Témoignages : Un monstre de Jean-Marie Périer : Le commissaire
- 1974 : Savine de Gérard Vergez : Charles de la Font de Savine
- 1974 : Naissance du Purgatoire, émission proposée par Pierre Dumayet: Le narrateur
- 1974 : Le tour d'écrou, de Raymond Rouleau : Lord Arthur
- 1975 : Bérénice de Raymond Rouleau d'après Racine : Antiochus
- 1975 : Marie-Antoinette de Guy Lefranc
- 1976 : Les Mystères de Loudun de Gérard Vergez : Urbain Grandier
- 1976 : L'Assassinat de Concino Concini de Jean Chatenet et Gérard Vergez : Santa Capella
- 1976 : Marie-Antoinette de Guy-André Lefranc : Louis 
XV
- 1977 : Messieurs les jurés : L'Affaire Beauquesne de Serge Witta
- 1978 : Lulu de Marcel Bluwal : Casti-Piani
- 1978 : L'herbe chaude de Maurice Frydland
- 1978 : Mitzi de Marcel Bluwal : Le Prince Emmerich
- 1979 : Joséphine ou la comédie des ambitions de Robert Mazoyer : Talleyrand (Cinq épisodes)
- 1979 : Varinka de Roger Kahane : Le Général Comte
- 1979 : L'Œil de la nuit : La Fin d'un cauchemar de Jean-Pierre Richard : Le Directeur
- 1979 : Le Destin de Priscilla Davies de Raymond Rouleau : Le capitaine Wells
- 1980 : L'Aéropostale, courrier du ciel de Gilles Grangier : Beppo de Massimi
- 1981 : Conversations dans le Loir et Cher de Talleyrandd'après Paul Claudel : Acer
- 1981 : Vendredi ou la vie sauvage de Gérard Vergez d'après Michel Tournier : Le capitaine Hunter
- 1982 : Ce fut un bel été de Jean Chapot : Alexandre Corbin
- 1982 : Adieu de Pierre Badel : Le marquis d'Albon
- 1982 : Le Chef de famille de Nina Companeez : Clarence
- 1982 : Le Pouvoir d'inertie de Jean-François Delassus : Alexandre Corbin
- 1983 : Thérèse Humbert de Marcel Bluwal : Frédéric Humbert
- 1983 : L'Ange foudroyé de Bernard Férie : Le docteur Courrèges
- 1983 : La Vie de Berlioz de Jacques Trébouta : Le Père de Berlioz (6 épisodes)
- 1984 : Le Mystérieux Docteur Cornélius de Maurice Frydland d'après Gustave Le Rouge : M. Bondonnat (6 épisodes)
- 1984 : Yalta de Yves-André Hubert : Roosevelt
- 1984 : Billet doux de Michel Berny : Francis
- 1987 : L'Heure Simenon : Strip-Tease de Michel Mitrani :  M. Louis
- 1987 : L'Argent de Jacques Rouffio d'après Émile Zola
- 1988 : L'argent fait le bonheur de Robert Guédiguian : Gundermann
- 1988 : La Belle Anglaise : Un drôle de client de Jacques Besnard : Charles
- 1988 : La Belle Anglaise : S'il vous plaît, chauffeur de Jacques Besnard
- 1988 : M'as-tu vu ? : Le Trésor de Cardeillac d'Éric Le Hung : François de Cardeillac
- 1989 : Héritage oblige : Le Parfum de Daniel Losset : Jean Lenoir
- 1990 : L'Invité clandestin de Michel Mitrani
- 1991 : Seulement par amour : Jo de Philippe Monnier : Mario
- 1992 : Les Cinq Dernières Minutes: Meurtre en Ardèche de Gérard Vergez : Philippe Delmas
- 1993 : Antoine Rives, juge du terrorisme de Philippe Lefèbvre :  Le ministre des affaires étrangères  (5 épisodes)
- 1995 : Le Visiteur de Gérard Vergez : Sigmund Freud

## Théâtre

### Comédien
- 1961 : Arlequin valet de deux maîtres de Carlo Goldoni, mise en scène Edmond Tamiz, Théâtre Récamier
- 1962 : Amphitryon de Molière, mise en scène de Jean Deschamps
- 1963 : Les Officiers de Jakob Michael Reinhold Lenz, mise en scène de Jean Tasso, Théâtre Récamier
- 1964 : Zoo de Vercors, mise en scène Jean Deschamps, TNP Théâtre de Chaillot (création) : le premier Procureur et Professeur Eatons
- 1964 : Luther de John Osborne, mise en scène Georges Wilson, Festival d'Avignon, TNP Théâtre de Chaillot : Miltitz (Création en France)
- 1964 : Nicomède de Corneille, mise en scène Roger Mollien, TNP Festival d'Avignon : Araspe
- 1964 : Romulus le Grand de Friedrich Dürrenmatt, mise en scène Georges Wilson, Festival d'Avignon, TNP Théâtre de Chaillot : Phylax (Création en France)
- 1964 : Maître Puntila et son valet Matti de Bertolt Brecht, mise en scène Georges Wilson, TNP Théâtre de Chaillot
- 1965 : Hamlet de William Shakespeare, mise en scène Georges Wilson, TNP Théâtre de Chaillot, Festival d'Avignon : Rosencrantz
- 1965 : L'Illusion comique de Corneille, mise en scène Georges Wilson, Festival d'Avignon, TNP Théâtre de Chaillot : Dorante
- 1965 : La Folle de Chaillot de Jean Giraudoux, mise en scène Georges Wilson, TNP Théâtre de Chaillot : le Baron (Création)
- 1966 : Chant public devant deux chaises électriques d'Armand Gatti, mise en scène de l'auteur, TNP Théâtre de Chaillot : Muller
- 1966 : Se trouver de Luigi Pirandello, mise en scène Claude Régy, Théâtre Antoine : Salio (Création en France)
- 1967 : Rosencrantz et Guildenstern sont morts de Tom Stoppard, mise en scène Claude Régy, Théâtre Antoine
- 1969 : Le Jardin aux betteraves de Roland Dubillard, mise en scène de l'auteur, Théâtre de Lutèce : Milton (Création)
- 1969 : Teresa de Natalia Ginzburg, mise en scène Gérard Vergez, Théâtre 347
- 1970 : Ce soir on improvise de Luigi Pirandello, mise en scène Gérard Vergez, Festival d'Avignon : Ricco Verri
- 1970 : La Mouette de Tchekhov, mise en scène Antoine Vitez, Théâtre du Midi Carcassonne : Trigorine
- 1971 : Ta vue me dérange, Hotnot d'après Athol Fugard, mise en scène de Pierre Vielhescaze
- 1974 : Ils viennent jusque dans nos draps... d'après La Morte de Jacques Cousseau, mise en scène Robert Rimbaud et Robert Sireygeol, Comédie des Alpes
- 1974 : Hölderlin de Peter Weiss, mise en scène Marcel Maréchal et Bernard Ballet, Festival d'Avignon : Schiller et Bethmann (Création)
- 1976 : Don Juan revient de guerre d'Ödön von Horváth, mise en scène Marcel Bluwal, Théâtre de l'Est parisien : Don Juan
- 1977 : Le Misanthrope de Molière, mise en scène Jean-Paul Roussillon, Théâtre des Célestins, tournée Karsenty-Herbert
- 1977 : Le Bain de Diane de Pierre Klossowski, mise en scène Brigitte Jaques, Centre Pompidou
- 1978 : Nekrassov de Jean-Paul Sartre, mise en scène Georges Werler, Théâtre de l'Est parisien : Nekrassov
- 1979 : L'Embranchement de Mugby d'après Charles Dickens, mise en scène Brigitte Jaques, Centre Pompidou
- 1979 : Hedda Gabler d'Henrik Ibsen, mise en scène Jean-Pierre Miquel, Comédie de Reims, Nouveau Théâtre de Nice : le juge Brack
- 1980 : Siegfried de Jean Giraudoux, mise en scène Georges Wilson, Théâtre de la Madeleine
- 1981 : Sur les ruines de Carthage de René Kalisky, mise en scène Jean-Pierre Miquel (Création)
- 1981 : Conversations dans le Loir et Cher d'après Paul Claudel, mise en scène Christian Benedetti, Théâtre Silvia Monfort: Acer
- 1982 : Hedda Gabler d'Henrik Ibsen, mise en scène Jean-Pierre Miquel, Théâtre national de l'Odéon : le juge Brack
- 1984 : Terre étrangère d'Arthur Schnitzler, mise en scène Luc Bondy, Théâtre Nanterre-Amandiers : Aigner (Création en France)
- 1984 : La Mouette d'Anton Tchekov, mise en scène Jean-Claude Amyl, La Criée Théâtre national de Marseille, T.B.B.
- 1985 : Les Gens d'en face de Hugh Whitemore, mise en scène Jonathan Critchley, Théâtre Montparnasse : Stewart
- 1986 : Les Voisins de Michel Vinaver, mise en scène Alain Françon, Théâtre Ouvert : Laheu (Création)
- 1986 : Après dîner de Jacques-Pierre Amette, mise en scène Jeanne Labrune, Festival d'Avignon : L'homme
- 1986 : La Déploration d'Eugène Durif, mise en scène Jeanne Labrune, Festival d'Avignon
- 1986 : Tahafot al Tahafot d'Armando Llamas, mise en scène Jeanne Labrune, Festival d'Avignon
- 1988 : Le Cid de Corneille, mise en scène Gérard Desarthe, MC93 Bobigny
- 1988 : Les Trois Sœurs d’Anton Tchekhov, mise en scène Maurice Bénichou, Festival d'Avignon : Verchinine
- 1988 : La Double Inconstance de Marivaux, mise en scène Bernard Murat, Théâtre de l'Atelier, Festival d'Anjou : Trivelin
- 1988 : Le Cid de Corneille, mise en scène de Gérard Desarthe
- 1988 : Les Trois Sœurs d'Anton Tchekov, mise en scène de Maurice Bénichou
- 1990 : Quand nous nous réveillerons d'entre les morts d'Henrik Ibsen, mise en scène Kjetil Bang-Hansen (en), Théâtre national de Strasbourg : Rubek (Création en France)
- 1991 : Les Serpents de pluie de Per Olov Enquist, mise en scène Henri Ronse, Théâtre des Deux Rives Rouen : Johan Ludvig Heiberg
- 1992 : La Compagnie des hommes d'Edward Bond, mise en scène Alain Françon, CDN de Savoie, Théâtre de la Ville, Théâtre de Nice
- 1993 : Le Mal court de Jacques Audiberti, mise en scène Pierre Franck, Théâtre de l'Atelier : Le maréchal de Cour
- 1994 : Gustave n'est pas moderne d'Armando Llamas, mise en scène Philippe Adrien, Théâtre de la Tempête, Théâtre national de la Colline
- 1995 : Le Visiteur d'Éric-Emmanuel Schmitt, mise en scène Gérard Vergez, Théâtre de Nice : Sigmund Freud

### Assistant à la mise en scène
- 1962 : Amphitryon de Molière :

### Metteur en scène
- 1974 : Ils viennent jusque dans nos draps